# Pozsonec
Pozsonec je priimek več znanih Slovencev:
- Maria Pozsonec (1940-2017), slovensko-madžarska političarka in pedagoginja